# 20A busz (Sopron)
A soproni 20A jelzésű autóbusz Jereván lakótelep és Fraknói utca, Szent István templom végállomások között közlekedett.

## Története
A járat a 2008. április 14-től érvénybe lépett menetrend módosítással megszűnt, miután a 4-es busz végállomását a Fraknói utcából az Ipar körútra helyezték át, így ennek a viszonylatnak a továbbiakban nincs létjogosultsága. Azonos időpontban és okból szűntek meg a 20AF és 20F jelzésű buszok is, amelyek az Ipar körút felől jártak a Szent István templomig.
 A járat az Ógabona tér átépítésének idején a Várkerületen át közlekedett.

## Útvonal
| Jereván lakótelep → Fraknói utca, Szent István templom |
| --- |
| Jereván lakótelep végállomás – IV. László király út – Teleki Pál út – Lackner Kristóf utca – Ógabona tér – Széchenyi tér – Erzsébet utca – Csengery utca – Kőszegi út – Semmelweis utca – Fraknói utca – Fraknói utca, Szent István templom végállomás |

## Megállóhelyek
| Távolság (km) | Idő (perc) | Megállóhely neve                   | Átszállási lehetőségek a 2008.04.13.-ig érvényes menetrend szerint | Nevezetességek / Helyek / Intézmények / Megjegyzések |
| ------------- | ---------- | ---------------------------------- | --- | --- |
| 0             | 0          | Jereván lakótelep                  | 1, 2, 5, 5A, 5T, 6, 7, 7A, 9, 10, 10A, 10B, 10Y, 11, 12, 13, 13B, 14M, 14MP, 17, 20, 20K, 20M                                                                                                   | Helyi buszvégállomás |
| 0,5           | 1          | IV. László király út 5.            | 5, 5A, 5T, 10, 10A, 10B, 10IB, 10M, 10Y, 11, 11A, 17, 20, 20K, 20M | Posta Soproni Szakképzési Centrum Fáy András Két Tanítási Nyelvű Közgazdasági Technikum |
| 1,0           | 2          | Teleki Pál út 2.                   | 1, 2, 5, 5A, 5T, 6, 7, 7A, 9, 10, 10A, 10B, 10IB, 10M, 10Y, 11M, 12, 13, 13B, 14M, 14MP, 17, 20, 20K, 20M                                                                                       | McDonald’s étterem Sopron Pláza Káposztás utcai Stadion Ibolya-tó |
| 1,7           | 4          | Lackner Kristóf utca               | 1, 2, 3, 3A, 3M, 4, 5, 5A, 5T, 6, 7, 7A, 8, 9, 10, 10A, 10B, 10IB, 10M, 10Y, 11M, 12, 12A, 13, 13B, 13M, 14, 14M, 14MP, 14P, 16, 17, 20, 20K, 20M, 21, 23 Helyközi és távolsági autóbuszjáratok | Soproni autóbusz-állomás Soproni Rendőrkapitányság Káposztás utcai Stadion INTERSPAR áruház Vásárcsarnok                                                                                        |
| 2,0           | 5          | Ógabona tér 14.                    | 5, 5A, 5T, 6, 9, 10, 10A, 10B, 10Y, 13, 13B, 14, 14M, 14MP, 14P, 17, 20, 20K, 20M, 23 | Tűztorony Városháza Mária-szobor Szentháromság-szobor Posta Szent György-templom Scarbantia Régészeti Park                                                                                      |
| 2,5           | 8          | Erzsébet utca                      | 1, 2, 5, 5A, 5T, 9, 10, 10A, 10B, 10Y, 11, 11A, 12, 12A, 15, 15A, 17, 20, 20K, 20M, 22 | Liszt Ferenc Konferencia- és Kulturális Központ Soproni Petőfi Színház Posta Soproni Szent Júdás Tádé-templom SOE Lámfalussy Sándor Közgazdaságtudományi Kar Európa leghosszabb tere – Deák tér |
| 3,1           | 10         | Csengery utca, nyomda              | 1, 2, 4, 5, 5A, 5T, 7, 9, 10, 10A, 10B, 10IB, 10M, 10MB, 10Y, 11, 11A, 11M, 12, 12A, 15, 15A, 17, 20, 20K, 20M, 22 Helyközi és távolsági autóbuszjáratok                                        | Sopron vasútállomás GYSEV Zrt. SPAR szupermarket |
| 3,7           | 11         | Kőszegi út 1.                      | 4, 5, 5A, 5T, 7, 7A, 11, 11A, 11M, 20, 20K, 20M, 22 Helyközi és távolsági autóbuszjáratok | Soproni Erzsébet Oktató Kórház és Rehabilitációs Intézet Posta |
| 4,0           | 12         | Fraknói utca, Szent István templom | 4, 6, 7, 7A, 11M, 13, 13B, 14, 14MP, 14P, 15, 15A | Szent István park Soproni Szent István Plébánia |